# Município de Chippewa (condado de Wayne, Ohio)
Localização do Ohio nos E.U.A.
O município de Chippewa (em inglês: Chippewa Township) é um local localizado no condado de Wayne no estado estadounidense de Ohio. No ano 2010 tinha uma população de 10 212 habitantes e uma densidade populacional de 109,29 pessoas por km².

## Geografia
O município de Chippewa encontra-se localizado nas coordenadas 40° 56′ 39″ N, 81° 42′ 15″ O. Segundo a Departamento do Censo dos Estados Unidos, o município tem uma superfície total de 93.44 km², da qual 92,87 km² correspondem a terra firme e (0,61 %) 0,57 km² é água.

## Demografia
Segundo o censo de 2010, tinha 10 212 pessoas residindo no município de Chippewa. A densidade de população era de 109,29 hab./km². Dos 10 212 habitantes, o município de Chippewa estava composto pelo 97,84 % brancos, o 0,44 % eram afroamericanos, o 0,19 % eram amerindios, o 0,26 % eram asiáticos, o 0,36 % eram de outras raças e o 0,91 % eram de uma mistura de raças. Do total da população o 1,11 % eram hispanos ou latinos de qualquer raça.